# Teucholabis omissa
Teucholabis omissa är en tvåvingeart som beskrevs av Alexander 1921. Teucholabis omissa ingår i släktet Teucholabis och familjen småharkrankar. Inga underarter finns listade i Catalogue of Life.